# William Haines
Charles William Haines (Staunton, Virginia; 2 de enero de 1900-Santa Mónica, California; 26 de diciembre de 1973) fue un actor cinematográfico y diseñador de interiores estadounidense, una de las estrellas más notables de la época del cine mudo. Haines fue descubierto por un cazatalentos y firmó contrato con Goldwyn Pictures en 1922. Su carrera ganó impulso cuando recibió críticas favorables por su papel en The Midnight Express. Fue elegido para la película de 1926 Brown of Harvard, y su actuación consolidó su personaje en pantalla como un protagonista sarcástico y arrogante. Para finales de la década de 1920, Haines había aparecido en una serie de películas exitosas y era un popular imán de taquilla.
La carrera actoral de Haines fue interrumpida por los estudios en la década de 1930 debido a su homosexualidad. Dejó la actuación en 1935 y comenzó un exitoso negocio de diseño de interiores junto con su pareja, Jimmie Shields, y su trabajo fue ampliamente respaldado por amigos en Hollywood. Haines murió de cáncer de pulmón en diciembre de 1973, a los 73 años.

## Biografía
Haines nació en el seno de una familia acomodada de Staunton, Virginia. Abandonó el hogar a los 14 años para trasladarse a Nueva York. Tras ganar un concurso de talentos viajó a Hollywood, donde actuó en pequeños papeles hasta que MGM empezó a seleccionarle para interpretaciones de más calado.

## Carrera cinematográfica
Hacia 1925 era la estrella masculina más importante de MGM, y sus filmes eran muy rentables para el estudio. Se cuidó su imagen en primeros papeles románticos, y su elegancia y su aptitud para la comedia le ganaron muchos admiradores. 
Actuó en éxitos tales como The Midnight Express (1924), con Elaine Hammerstein, Tell It To The Marines (1926) con Lon Chaney, y Sally, Irene and Mary (1926) con las novatas Joan Crawford y Constance Bennett. Haines consiguió sus mayores éxitos personales con Brown of Harvard (1926), frente a Jack Pickford y Mary Brian, Little Annie Rooney (1927) con Mary Pickford y Vola Vale, y Show People (1928), junto a Marion Davies. Haines uno de los cinco actores más taquilleros entre 1928 y 1932. Superó la transición al cine sonoro rodando el filme parcialmente hablado Alias Jimmy Valentine (1928). Su primer título totalmente sonoro fue Navy Blues, estrenado al año siguiente. 

### Fin de su carrera cinematográfica
Haines era abiertamente homosexual. A partir de 1926 Haines vivió con Jimmy Shields, a quien había conocido durante la producción de un film. Sin embargo, el estudio fue capaz de ocultar a la prensa la orientación sexual del actor.
En 1933 Haines fue arrestado en una YMCA con un marinero con el que había ligado en Los Ángeles. Louis B. Mayer, jefe de MGM, dio un ultimátum a Haines: elegir entre un matrimonio de conveniencia o su relación con Shields. Haines eligió permanecer con Shields, y su convivencia duró 50 años. A causa de ello Mayer dio por finalizado el contrato con Haines, al cual sustituyó por Robert Montgomery. Aun así Haines interpretó unos pocos papeles con los estudios Poverty Row y con Mascot Pictures, siendo sus últimos filmes Young and Beautiful y The Marines Are Coming, en 1934.

## Carrera en diseño de interiores
Haines y Shields iniciaron una brillante actividad con el interiorismo y el comercio de antigüedades. Entre sus primeros clientes estaban amistades como Joan Crawford, Gloria Swanson, Carole Lombard, Marion Davies y George Cukor. 
En 1936 miembros del Ku Klux Klan les sacaron de su domicilio y les dieron una paliza con motivo de las acusaciones vertidas por un vecino sobre unas proposiciones efectuadas por ellos a su hijo. Crawford y otros artistas, tales como Claudette Colbert, George Burns, Gracie Allen, Kay Francis y Charles Boyer, urgieron a la pareja a denunciar los hechos a la policía. Marion Davies incluso pidió a su amante, William Randolph Hearst, que usara su influencia para perseguir dichos delitos, pero finalmente Haines y Shields eligieron ocultar el incidente.
La pareja decidió asentarse en Malibu (California), y su negocio prosperó hasta la retirada de ambos en los primeros años setenta, exceptuando un breve período en el que Haines sirvió en la Segunda Guerra Mundial. Entre su larga lista de clientes figuraron Ronald Reagan y Nancy Reagan, siendo entonces Reagan gobernador de California.

## Epílogo
Haines nunca volvió al cine. Gloria Swanson (amiga de toda la vida) le extendió una invitación personal para actuar con ella en Sunset Boulevard (1950), pero él declinó la oferta.
Haines falleció a causa de un cáncer de pulmón en Santa Mónica (California), a los 73 años de edad. Poco después, Shields, que sufría de lo que muchos creen que era enfermedad de Alzheimer, tomó una sobredosis de fármacos y se suicidó. Ambos fueron enterrados en el Cementerio Woodlawn Memorial de Santa Mónica.
William Haines tiene una estrella en el Paseo de la Fama de Hollywood, en el 7012 de Hollywood Boulevard.

## Filmografía
| - Brothers Under the Skin (1922) - Lost and Found on a South Sea Island (1923) - Souls for Sale (1923) - Three Wise Fools (Tres solteros discretos) (1923) - Three Weeks (1924) - True As Steel (1924) - The Midnight Express (1924) - The Gaiety Girl (1924) - Wine of Youth (1924) - Circe, the Enchantress (1924) - So This Is Marriage? (1924) - The Wife of the Centaur (La mujer del Centauro) (1924) - 1925 Studio Tour (1925) - A Fool and His Money (1925) - Who Cares (1925) - The Denial (1925) - A Slave of Fashion (Lo que toda mujer quiere) (1925) - Fighting the Flames (1925) - The Tower of Lies (Amor de padre) (1925) | - Little Annie Rooney (1925) - Sally, Irene and Mary (Como las mariposas) (1925) - Mike (1926) - The Thrill Hunter (1926) - Memory Lane (1926) - Brown of Harvard (1926) - Lovey Mary (1926) - Tell It to the Marines (1926) - A Little Journey (1927) - Slide, Kelly, Slide (1927) - Spring Fever (Fiebre de primavera) (1927) - West Point (1928) - The Smart Set (1928) - Telling the World (De millonario a periodista) (1928) - Excess Bagaje (El remolque) (1928) - Show People (Espejismos) (1928) - Alias Jimmy Valentine (1928) - The Duke Steps Out (El piropeador) (1929) - A Man's Man (Un hombre) (1929) - The Hollywood Revue of 1929 (1929) | - Speedway (1929) - Navy Blues (Corazón de marino) (1929) - The Girl Said No (1930) - Free and Easy (Estrellados) (1930) - Way Out West (Más allá del Oeste) (1930) - Remote Control (1930) - The Stolen Jools (1931) - A Tailor Made Man (Con el frac del otro) (1931) - Just a Gigolo (Nada más que un gigoló) (1931) - The New Adventures of Get-Rich-Quick Wallingford (Hazte rico pronto) (1931) - Are You Listening? (1932) - Fast Life (1932) - Young and Beautiful (1934) - The Marines Are Coming (1934) |